# 甫田桥
甫田桥，位于浙江省丽水市庆元县濛洲街道大济村，为单孔木拱廊桥，庆元廊桥之一。2013年作为处州廊桥的单体之一，列入全国重点文物保护单位。

## 历史
甫田桥始建于宋，清道光七年（1827年）重建，1937年重修。桥梁全长16.5米，宽4.4米，拱跨9.5米，拱高4.2米。